# Tari Phillips
Tari Linne Phillips (ur. 6 marca 1969 w Orlando) – amerykańska koszykarka występująca na pozycji silnej skrzydłowej lub środkowej. 
W 1995 została powołana do kadry USA na igrzyska panamerykańskie, które zostały odwołane.

## Osiągnięcia
Na podstawie, o ile nie zaznaczono inaczej.

### NCAA
- Uczestniczka rozgrywek:
  - Sweet 16 turnieju NCAA (1988)
  - turnieju NCAA (1988–1990)

### WNBA
- Wicemistrzyni WNBA (2000, 2002)
- Największy postęp WNBA (2000)
- Wybrana do II składu WNBA (2002)
- Uczestniczka meczu gwiazd WNBA (2000–2003)

### Inne drużynowe
- Mistrzyni:
  - Włoch (2000, 2003)
  - Turcji (1994)
- Zdobywczyni:
  - pucharu:
    - Włoch (2003)
    - Turcji (1994)

  - superpucharu:
    - Włoch (2002)
    - Turcji (1993)
- Finalistka pucharu Turcji (2001)

### Inne indywidualne
- MVP meczu gwiazd ABL (1997)
- Uczestniczka meczu gwiazd ABL (1997, 1998)

### Reprezentacja
- Mistrzyni:
  - świata (2002)[4]
  - turnieju Opals World Challenge (2002)[5]
- Brązowa medalistka uniwersjady (1993)[6]